# El llenguatge de patrons
El llenguatge de patrons ("A Pattern Language"), és un llibre sobre arquitectura, escrit en 1977 per Christopher Alexander, Sara Ishikawa i Murray Silverstein del Center for Environmental Structure de Berkeley (Califòrnia), amb crèdits d'autoria també per a Max Jacobson, Ingrid Fiksdahl-King i Shlomo Angel. Vint-i-cinc anys després de la seva publicació, segueix sent un dels llibres d'arquitectura més venuts.
El llibre ofereix una anàlisi sòlida i il·lustrada d'un llenguatge de patrons inspirat en l'arquitectura tradicional, presentant uns 250 patrons individuals, com ara les Entrades principals, desenvolupats en diverses pàgines.
Els tres llibres de la sèrie són:
- La manera intemporal de construir (volum 1)
- El llenguatge de patrons (volum 2)
- The Oregon Experiment (volum 3)